# Seth Lover

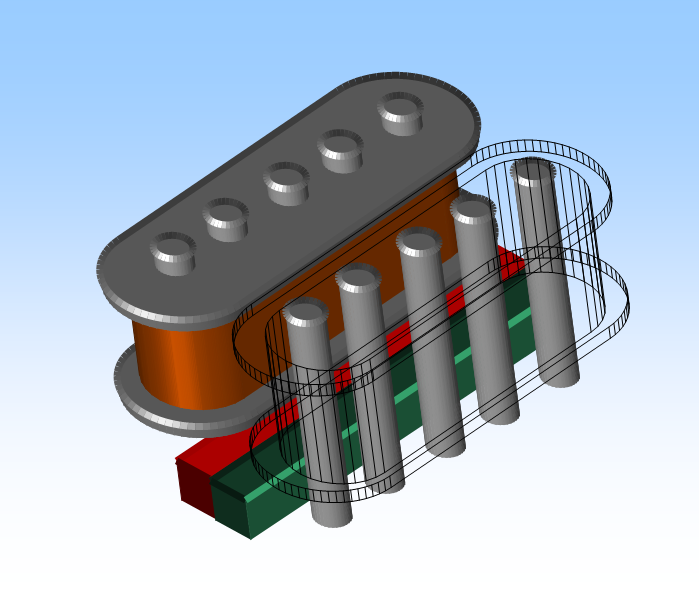
Esquema de una humbucker

Seth Lover (Kalamazoo, Míchigan, 1 de enero de 1910-Garden Grove, California, 31 de enero de 1997) conocido por ser el inventor de las pastillas de guitarra que cancelaban el zumbido eléctrico llamadas humbucker, usadas mayormente en guitarras eléctricas y conocidas como PAF.

## Pastillas PAF
El diseño de pastilla más famoso de Lover fue la PAF (Patent Applied For), diseñada mientras trabajaba para Gibson Musical Instruments en 1955. Esta pastilla fue utilizada en una gama de guitarras de Gibson, sobre todo en el modelo Les Paul. Otro de sus diseños, conocido como Fender wide range humbucking pickup (WRHP), fue usado en los tres modelos de Telecaster (Deluxe, Custom, y Thinline) producidos por Fender en las décadas de los sesenta y setenta, para Fender Telecaster Custom 72, Starcaster y Squier Vintage Modified. Esta pastilla también se usó en algunos modelos Stratocaster menos populares.
Con anterioridad a Lover, los guitarristas tenían que lidiar con el zumbido de 60 herzios de las pastillas single coil. A mediados de los cincuenta, mientras trabajaba como diseñador de amplificadores para Gibson Guitars, Lover descubrió cómo unir dos bobinas eléctricamente fuera de fase y con polaridades magnéticas inversas. El efecto fue la cancelación del zumbido antes de alcanzar el amplificador y el nacimiento de las pastillas humbucker.
Lover solicitó la patente sobre la pastilla humbucker en 1955, que fue finalmente concedida en 1959. Durante este período de cinco años, Gibson añadió una pegatina en la base de sus pastillas que decían «Patent Applied For», por las que pasaron a llamarse coloquialmente "P.A.F.", las cuales son hoy en día piezas de coleccionista, llegando a alcanzar los 1000 dólares por pieza.

## Carrera profesional
Mientras trabajaba para Ted McCarty en Gibson, Lover también se involucró en el diseño de guitarras. Le gustaba contar cómo contribuyó al diseño de la famosa Flying V., Lover dijo que pensó en el diseño de manera que se pudiera apoyar la guitarra en una pared sin que se cayera.
Lover trabajó para Gibson de 1952 a 1967 como ingeniero de diseño. En 1967 se va a Fender Musical Instruments, donde trabaja hasta 1975 como ingeniero de proyecto. Aparte de sus dos patentes con Gibson, obtuvo tres más con Fender —dos para bafles y uno pastillas para pianos eléctricos—. Se retiró a Garden Grove, al sur de California, donde vivía con su esposa Lavone.

## Reconocimientos
Seymour W. Duncan, diseñador y fabricante de pastillas de guitarra, considera a Lover «como su mentor de humbuckers». Ambos fueron socios casi 20 años. En 1994, Duncan y Lover produjeron conjuntamente la pastilla Seth Lover Model, una recreación de la PAF.